# Petauroides
Petauroides is een geslacht van klimbuideldieren uit de familie der kleine koeskoezen (Pseudocheiridae) dat bekend is van Australië en het uiterste westen van Nieuw-Guinea. Tot 2020 werd gedacht dat dit geslacht slechts één soort omvatte, maar uit genetisch en morfologisch onderzoek bleek dat de reuzenkoeskoes (P. volans) in drie soorten opgesplitst moest worden. Ook is er een fossiele soort (P. ayamaruensis) bekend uit het Kwartair van de Vogelkop in het uiterste westen van Nieuw-Guinea. Er zijn nog twee fossiele soorten, P. stirtoni en P. marshalli uit het Plioceen van Australië. Deze twee werden aanvankelijk tot Pseudocheirus gerekend, maar later verplaatst naar Petauroides. Het geslacht is verwant aan de Queenslandkoeskoes (Hemibelideus lemuroides), waarmee het de onderfamilie Hemibelideinae vormt.
Petauroides was tot 1982 bekend onder de naam Schoinobates Lesson, 1842, maar die naam bleek slechts sinds 1934 te zijn gebruikt voor de reuzenkoeskoes; Lesson had de aanduiding alleen benut voor de witkelige vliegende eekhoorn (Petaurista leucogenys). Twee andere synoniemen van Petauroides, Petaurista Desmarest, 1820 en Volucella Bechstein, 1800, waren al eerder voor andere dieren gebruikt en dus ongeldig.
Dit geslacht omvat de volgende drie levende soorten:
- Petauroides armillatus (levend in noordoost-Australië)
- Petauroides minor (levend in de Wet tropics of Queensland)
- Petauroides volans – Reuzenkoeskoes (levend in zuidoost-Australië)

en de volgende fossiele soorten:
- Petauroides ayamaruensis † Aplin in Aplin et al., 1999 (Laat-Kwartair van de Vogelkop)
- Petauroides marshalli † (Turnbull & Lundelius, 1970) (Vroeg-Plioceen van Victoria)
- Petauroides stirtoni † (Turnbull & Lundelius, 1970) (Vroeg-Plioceen van Victoria)